# Bitwa morska koło Malty
Bitwa morska koło Malty – starcie zbrojne, które miało miejsce 8 lipca 1283 przy wejściu do Wielkiego Portu, głównego portu Malty. Flota aragońska pod dowództwem Rogera z Laurii pokonała flotę andegaweńską dowodzoną przez prowansalskich admirałów Wilhelma Cornuta i Bartłomieja Bonvina.
Bitwa była częścią wojny, która wybuchła po nieszporach sycylijskich. Karol z Salerno zdołał zebrać pieniądze i wyposażyć flotę prowansalską. Tymczasem okręty aragońskie pod dowództwem Manfreda Lancii blokowały Maltę, gdzie w Castrum Maris (dziś Fort St. Angelo) nad Wielkim Portem ostatkiem sił bronił się garnizon andegaweński. Karol z Salerno wysłał swoją flotę z odsieczą. W ślad za nią popłynął Roger z Laurii i dogonił przeciwnika nocą koło wybrzeży Malty. Nawiązał kontakt z oblegającymi i wysłał do portu zwiadowców, którzy donieśli, że galery andegaweńskie znajdują się przy brzegu pod murami zamku. Roger z Laurii ustawił swoje okręty w linii przy wejściu do portu, stopniowo wyeliminował statki strażnicze i połączył swoje okręty. O świcie polecił zatrąbić do ataku. Załogi andegaweńskie usiłowały spuścić statki na wodę. Roger z Laurii początkowo nakazał ostrzał z kusz, potem doszło do walki wręcz. William Cornut zginął zabity przez Laurię, gdy dokonał abordażu na statek aragońskiego admirała. Bartłomiej Bonvin z kilkoma galerami zdołał przerwać linie aragońskie i uciec. Flota aragońska zdobyła prawdopodobnie 10 galer przeciwnika. Roger z Laurii odpłynął do wybrzeży Neapolu, gdzie świętował zwycięstwo. Zdobył i obsadził załogą wyspy Capri i Ischię.